# رابطة هالوجينية
الرابطة الهالوجينة (XB) هي رابطة غير تساهمية نتاج تفاعل يحدث بين ذرةالهالوجين (حامض لويس) و قاعدة لويس. وبالرغم من ان الهالوجينات تشارك في أنواع أخرى من الروابط (على سبيل المثال الترابط التساهمي)، وذلك على وجه التحديد الترابط الهالوجيني يحدث عندما يتصرف الهالوجين بوصفه نوع إلكتروفيل.
النشاط الكيميائي:- الهالوجينات نشطة جداً لأنها تفتقد إلى «e» واحد لحالة الاستقرار ويكون بالرابطة التساهمية أو بالرابطة الأيونية. لكي تصل الهالوجينات إلى بنية مستقرة فإنها تسعى لإكمال طبقتها الخارجية وذلك باكتسابها لإلكترون واحد فتعطي أيوناً سالباً. عدد الأكسدة للفلور -1 دائماً وعدد الأكسدة لبقية الهالوجينات أيضاً -1 ما عدا مركبات الأكسجين فإنها تأخذ ما بين +1 إلى +7 لأنها أعلى في السالبية

## الترابط
مقارنة بين الهيدروجين والرابطة الهالوجينية:
الرابطة الهيدروجينية: D ... H - A
الرابطة الهالوجينية: D ... X - A
في كلا الحالتين، D (المانحة) هي ذرة أو مجموعة أو جزيء غنية بالإلكترونات وتمنحها إلى نوع في حالة فقر أو عوز الإلكتروني (H أو X).(H)هي ذرة الهيدروجين المشاركة في HB ، وX هي ذرة الهالوجين المشاركة في XB. A (مستقبل) وهو الذي في حالة فقر الإلكتروني فيسحب الكثافة الإلكترونية من H أو X ، وفقا لذلك. HA و XA، عندما تعتبر كل من الذرات معا، وتسمى الجهات المانحة رابطة الهيدروجين / الهالوجين، وفقا لذلك، وD هي HB / XB المستقبلة. أهم اختلاف بين HB وXB هو ان ذرات الهالوجين هي قواعد لويس، ذرة الهالوجين يمكن على حد سواء التبرع والقبول في رابطة الهالوجين.

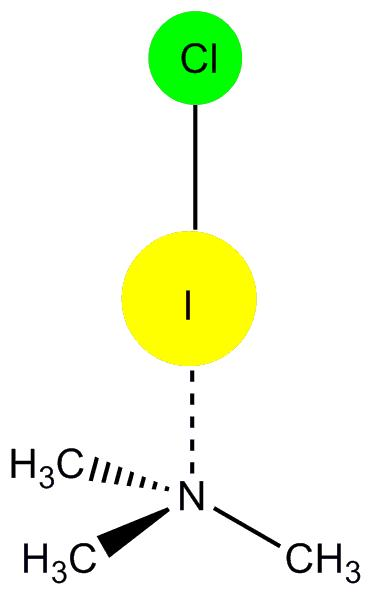
الشكل 2: XB المعقد بين اليود وأحادي كلوريد ثلاثي ميثيل أمين.

الهالوجينات المشاركة في الرابطة الهالوجنية ما يلي: اليود (I)، البروم (BR)، الكلور (Cl)، وأحيانا الفلور (F). جميع الهالوجينات الأربعة هي قادرة على العمل كجهات مانحة XB (كما ثبت من خلال البيانات النظرية والتجريبية) واتبع الاتجاه العام:
F <Cl <br <I
.Politzer، P.؛ Lane، P؛ Concha، MC؛ Ma، Y؛ Murray، JS؛ وآخرون (2007)، "An Overview of Halogen Bonding"، J. Mol. Model، ج. 13، ص. 305–311، DOI:10.1007/s00894-006-0154-7، PMID:17013631 {{استشهاد}}: Explicit use of et al. in: |الأول= (مساعدة)</ref>

## التاريخ
عام 1863، فريدريك غوثري أعطى التقرير الأول على قدرة ذرات الهالوجين لتشكيل منتجات مانحة للإلكترون جيدة
. في هذة التجربة اضاف I2 لمحلول مشبع من نترات الأمونيوم ليعطي NH3I2. عندما عرض المركب للهواء تحلل لل أمونيا واليود التي جعلت قوثري يتحصل على NH3I2.
في عام 1950 روبرت.س. ميوليكين طور نظرية تفصيلية عن المعقدات الواهبة - المستقبلة للالكترونات، وقسمها إلى معقدات خارجية أو داخلية
. المعقدات الخارجية هي التي يكون فيها التجاذب بين الجزئيات الواهبة للإلكترون والمستقبلة للإلكترون، وهي ضعيفة ولها قابلية بسيطة لانتقال الشحنة.
المعقدات الداخلية لها نطاق واسع في إعادة توزيع الشحنات. تم استخدام نظرية ميوليكين «Mulliken» لوصف الآلية التي يحدث بها تشكيل XB.

الشكل 3: سلاسل في ناتج إضافة 01:01 من 1،4-ديوكسان والبروم. في عام 1954، قدمت هاسل دليل لأول دراسة للبلورات بالأشعة السينية التي تمت مع الرابطة الهالوجين.

## التطبيقات

### هندسة البلورات
علم هندسة البلورات: ويركز على طرائق دراسة البلورات هندسياً من حيث شكلها الخارجي، وهو علم ذو ابحاثٍ متنامية ربط بين الحالة الصلبة وكيمياء الجزئيات العليا.
هذا المجال الفريد هو متعدد التخصصات إذ أنه يدمج التخصصات التقليدية مثل علم البلورات، الكيمياء العضوية، والكيمياء غير العضوية، وفي عام 1971 أنشأت شميت أول حقل في إحدى الأصدارات على صورة ثنائيات مقابل تعزيز توجههم نحو الحالة الصلبة. لقد تم تطبيق الربط الهالوجيني في هندسة البلورات، وبحوث المواد، وتكنولوجيا النانو.
ويمكن قياس الزوايا goniometry بين الوجوه وتحديد تناظراتها فراغياً؛ أو من حيث بنية البلورات الداخلية بطريقة رونتغن Rontgen، وفيها يُدرس تحليل البنية الشبكية الفراغية الداخلية للبلورات باستخدام الأشعة السينية x-ray

#### تحضير متعدد (ثنائي ايودو ثنائي الأسيتيلين)(poly diiododiacetylene)

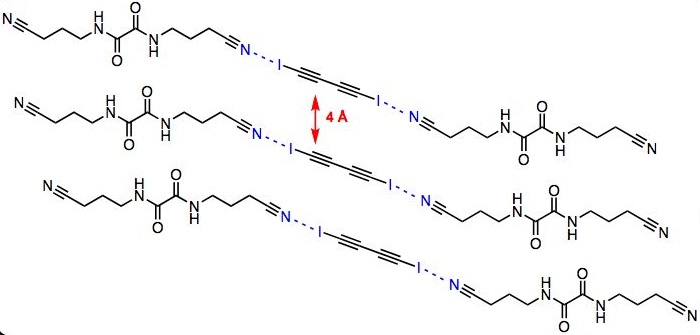
تعبئة جزيئية من الكريستال المشارك من2 أعلاه و 6. مسافة التكرار 5.25 Å، ذات زاوية الانحراف 51.3 ˚.

ظهرت تطبيقات استخدام خصائص البوليمرات المقترنة بالعمل الذي قام به «Heeger، McDiaramid»، وشيراكاوا هو القيام باكتشاف البولي اسيتيلين، وإن كان من الصعب تشغيل هذة المادة. منذ ذلك الحين، تم القيام بعمل لتقليد هذا الأساس. البوليمرات المقترنة (على سبيل المثال، بولي (ف·فينيل enevinylene)). البوليمرات المترافقة لديها العديد من التطبيقات العملية، ويتم استخدامها في عدة أجهزة مثل:الخلية الضوئية وصمام ثنائي عضوي باعث ضوء وحقل تأثير الترانزستور ثانية، واستشعار كيميائي. «Goroff» وآخرون.

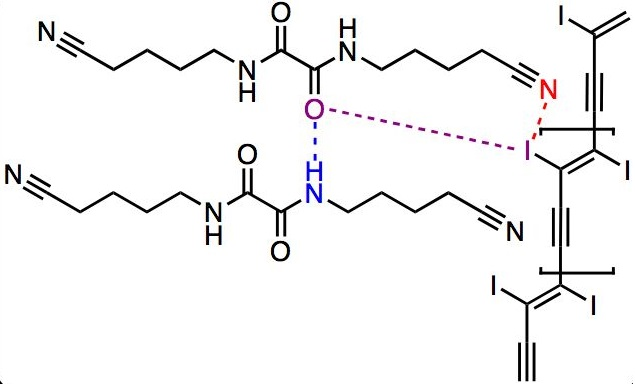
أعلاه هو تمثيل بنية كريستال من1 و 7. كما هو مبين ، والأكسجين oxalamide (باللون الأرجواني) تشكل رابطة الهيدروجين مع ألاميد أدناه (الخط المتقطع الأزرق) وتتشكل رابطة الهالوجين الضعيفة مع اليود على1 (الخط المتقطع الأرجواني). رابطة الهالوجين هذه ضعيفة الاستقرار والكريستال المساهم بالمزيد. يتم تمثيل الرابطة الهالوجينية بين النتريل واليود بخط متقطع أحمر.

#### البنيات المسامية

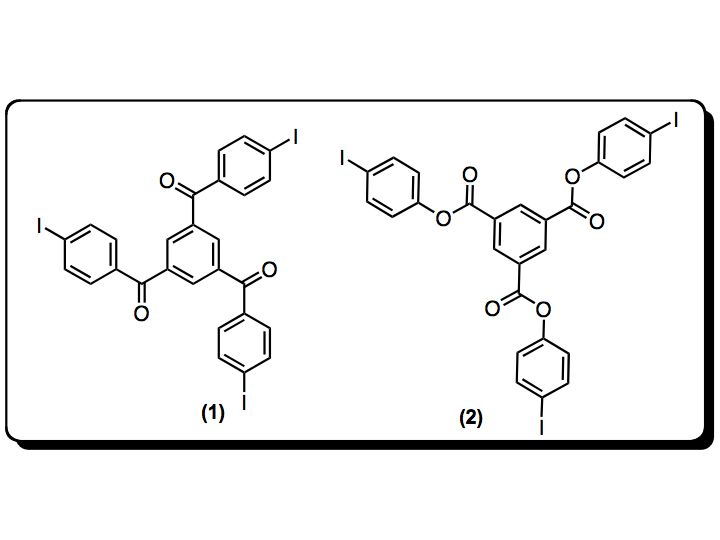
المعقدات المسامية المتضمنة 1 و 2.

### الترابط الهالوجيني في الجزيئات البيولوجية
لبعض الوقت، تم تجاهل أهمية الرابطة الهالوجينية في الشكل البنائي للجزيئات البيولوجية. على أساس بلورة واحدة في معقدات معلومات بنك البروتين (PDB) (يوليو 2004 نسخة)

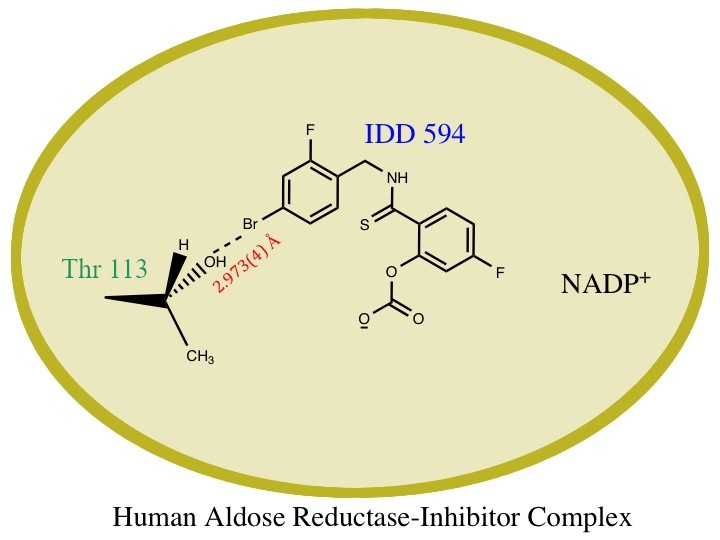
ضمن جيب خصوصية البروتين المثبط المعقد ، والرابطة الهالوجينية BR-O القصيرة تساهم في فاعلية المثبط.